# 侯赛音
侯赛音（حسین，Al-Hussein，？—1057年），又称托干汗，东喀喇汗可汗，穆罕默德·博格达汗之子、优素福·卡迪尔汗之孙。1056年，穆罕默德·博格达汗将兄长苏莱曼·卡迪尔汗杀死，继承汗位。不久，让位给侯赛音，侯赛音又被弟弟伊卜拉欣汗杀害。据说《突厥语大词典》的作者大学者麻赫穆德·喀什噶里就是穆罕默德·博格达汗或侯赛音之子。
| 前任： 穆罕默德·博格达汗 | 东喀喇汗可汗 1057年 | 繼任： 伊卜拉欣汗 |